# Артаботрис душистый
Артаботрис душистый (лат. Artabotrys hexapetalus) — вид растений из рода Artabotrys семейства Анноновые.

## Ареал
Вид происходит из Южной Азии (юг Китая, южная Индия, Шри-Ланка, Филиппины). В культуре встречается в других тропических странах.

## Описание
Кустарник с вьющимися ветвями до 10 м высотой. Побеги голые. Листья очерёдные, простые, ланцетные длиной от 6 до 16 см на коротких черешках.
Соцветия одно- или двуцветковые. Цветки 2,5-3 см в диаметре, ароматные. Чашелистики ы числе трёх зелёные, яйцевидные, 5-8 мм длиной, редко опушённые. Лепестков шесть зеленоватого или желтоватого цвета, продолговато-ланцетные, снаружи у основания густо опушены. Цветочный аромат напоминает запах спелого джекфрута. Плоды сборные из 6-10 яйцевидных односемянных листовок с заострённой вершиной.
Цветёт летом — с мая по август.

## Использование
Широко культивируется в тропических и субтропических регионах. Размножают семенами или отводками.
Цветы Artabotrys hexapetalus используют для ароматизации чая. Сухими цветами, замоченными в воде ароматизируют помещения. Плоды используются в народной медицине.